# Пекин-Ханькоуская операция
Пекин-Ханькоуская операция (кит. 京漢線作戦) — сражение между японскими и китайскими войсками в Северном Китае в начале японо-китайской войны (1937-1945), проходившее в августе — сентябре 1937 года.

## Ход боёв
После падения Пекина разбитые китайские войска стали отступать в южном и западном направлениях. Чтобы окончательно разгромить противника и принудить Чан Кайши подписать мир на японских условиях, японцы начали преследование противника, намереваясь разгромить его быстрым ударом. Однако китайские войска быстро отходили, не вступая в сражение, и японская операция выродилась в преследование отступающего противника по расходящимся направлениям вдоль железных дорог.
Одна из важнейших железнодорожных линий Китая шла от Пекина к Ханькоу на северном берегу Янцзы. Когда стало ясно, что разгромить отступающую 29-ю армию Сун Чжэюаня одним решительным ударом не удалось, японские войска из состава Северо-китайского фронта получили из Токио приказ остановиться, однако генералы на местах проигнорировали этот приказ и продолжали преследование. 
Японские войска подошли к Баодину, который мог похвастаться шестидесятифутовой стеной, двумя последовательными рвами и значительным количеством колючей проволоки. Если бы город был должным образом защищен, он мог бы продержаться несколько недель. Вместо этого он пал за один день.
Начало боёв за Тайюань вынудило командование фронта перебросить резервы на запад, и преследовавшие противника японские войска остановились на реке Хуанхэ. Боевые действия на этом направлении возобновились лишь весной 1938 года, и привели к сражению за Сюйчжоу.